# Cryptomys
Cryptomys é um gênero de roedor da família Bathyergidae. Kock e colaboradores (2006), elevaram a gênero o táxon Fukomys, contendo todas espécies antigamente presentes no gênero Cryptomys, exceto pelo C. hottentotus. Pesquisas posteriores elevaram a espécie, quatro subespécies do C. hottentotus.

## Espécies
- Cryptomys anomalus (Roberts, 1913)
- Cryptomys holosericeus (Wagner, 1842)
- Cryptomys hottentotus (Lesson, 1826)
- Cryptomys natalensis Roberts, 1913
- Cryptomys nimrodi (de Winton, 1896)